# 普罗韦尔切利足球俱乐部
普罗韦尔切利1892足球俱乐部，是意大利韦尔切利市的一个足球俱乐部。在意甲早期，该队是意大利实力较强的球队之一。之后实力渐弱。

## 荣誉
- 意大利業餘全國聯賽（意大利足球甲级联赛前身）
  - 冠军 7: 1908, 1909, 1910–11, 1911–12, 1912–13, 1920–21, 1921–22
  - 亚军 1: 1909–10
- 意大利足球乙级联赛
  - 冠军 1: 1907
- 意大利足球丁级联赛
  - 冠军 4: 1956-57, 1970–71, 1983–1984, 1993–1994

## 外部連結
- 官方网站
- Unofficial website （页面存档备份，存于）